# Marengo (Illinois)
Marengo – miasto w Stanach Zjednoczonych, w stanie Illinois, w hrabstwie McHenry.